# Paul Ruven
 (octobre 2018).
Si vous disposez d'ouvrages ou d'articles de référence ou si vous connaissez des sites web de qualité traitant du thème abordé ici, merci de compléter l'article en donnant les références utiles à sa vérifiabilité et en les liant à la section « Notes et références ».
 Paul Ruven, né le 19 août 1958 à  Le Helder, est un réalisateur, producteur et scénariste néerlandais.

## Filmographie

### Réalisateur
- 1991 : How To Survive A Broken Heart[2]
- 1991 : De tranen van Maria Machita[3]
- 1992 : Ivanhood[4]
- 1993 : Shocking Blue[5]
- 1994 : Witness[6]
- 1994 : Zap[7]
- 1994 : Paradise Framed
- 1994 : En route[8]
- 1995 : Filmpje![9]
- 1999 : Enigma[10]
- 2003 : Het wonder van Máxima[11]
- 2008 : Surprise![12]
- 2010 : Gangsterboys[13]
- 2011 : Me and Mr Jones on Natalee Island[14]
- 2013 : Ushi Must Marry[15]
- 2014 : The Surrender[16]
- 2017 : Safe[17]
- 2017 : Hostage X[18]

### Producteur et scénariste
- 1987 : Count Your Blessings de Pieter Verhoeff[19]
- 1989 : Alaska de Mike van Diem[20]
- 1989 : Lost in Amsterdam de Pim de la Parra[21]
- 1990 : The Night of the Wild Donkeys de Pim de la Parra[22]
- 1991 : Revelations of an Insomniac de Pim de la Parra[23]
- 1998 : Het 14e kippetje de Hany Abu-Assad[24]
- 2000 : Total Loss de Dana Nechushtan[25]
- 2010 : A Deadly Dilemma: Euthanasia from a Doctor's Perspective de Juul Bovenberg
- 2010 : La garden party de Hanro Smitsman
- 2010 : Gebt mir meine Kinder zurück! de Ron Termaat
- 2012 : Zombibi de Martijn Smits et Erwin van den Eshof[26]
- 2012 : Het Bombardement de Ate de Jong[27]
- 2014 : T.I.M. - The Incredible Machine de Rolf van Eijk[28]